# 游泳先生
《游泳先生》（英語：Mr.Swimmer），2018年中国大陆偶像剧。由Mike、鞠婧祎、严禹豪领衔主演，芒果TV于2018年9月5日首播，台灣則由CHOCO TV、LiTV 線上影視播出，9月14日由 VIDFISH APP平台播出，并附上英文字幕。

## 播出时间
| 频道     | 所在地                          | 播出日期                     | 播出时间                     | 備註          | 备注 |
| -------- | ------------------------------- | ---------------------------- | ---------------------------- | ------------- | ---- |
| 芒果TV   | 中国大陆                        | 2018年9月5日至2018年10月19日 |                              |               |      |
| CHOCO TV | 臺灣                            | 2018年9月5日                 |                              |               |      |
| Vidfish  | 新加坡 马来西亚 印度尼西亞 臺灣 | 2018年9月14日                | 周一至周五 17:00更新         |               |      |
| dimsum   | 马来西亚                        | 2018年9月14日                | 周三至周五 18:00更新         |               |      |
| GC影視   | 臺灣                            | 2019年12月23日               | 週一至週五 21:00更新         |               |      |
| MCOT HD  | 泰國                            | 2020年8月7日                 | 每個星期四和星期五 23:00更新 | ศึกวัดใจนายฉลาม | 45集 |

## 演员列表

### 主要演员
| 演員   | 角色   | 介紹 |
| Mike   | 白泳澤 | 人稱“東方飛魚”。前期和女明星麗寶相互有好感，卻在遇上宋茶茶後，深愛著茶茶，與茶茶約定進入國家隊便求婚，兩人之間也經歷多重波折。曾替藍天擔著害死茶茶哥哥的罪責，卻也因為這個意外導致他患上PTSD（創後壓力症候群），後來痊癒。最後和茶茶求婚。                       |
| 鞠婧祎 | 宋茶茶 | 曾經的千金小姐，與藍天有婚約，父親過世後，家道中落，後來知道哥哥意外的內幕。一開始深愛著藍天，卻屢次被傷害，泳澤的默默守護，使茶茶愛上了他，與泳澤約定結婚的條件是泳澤要進入國家游泳隊。最後接受泳澤求婚。                                                       |
| 严禹豪 | 蓝天   | 藍氏集團繼承人，藍芯同父異母的弟弟，起初接手清水雅居灣，後來將實權交給姐姐，是害死茶茶哥哥的間接兇手，也因為這個原因忍痛放棄茶茶，與白泳澤是好朋友，但因為內心還是深愛宋茶茶，便與白泳澤變成了對手，最後放手成全兩人並和白泳澤變回好朋友，並帶着冠杰去美國深造。 |

### 其他演员
| 演員   | 角色       | 介紹 |
| 张沙沙 | 藍芯       | 藍天同父異母的姐姐，清水雅居灣的負責人，與黃東磊從互懟冤家變成情侶。                                                                   |
| 胡兵   | 黄东磊     | 藍氏集團贊助下泳隊的教練，曾因為服藥事件而被退賽，但其實另有內幕，與藍芯互打互罵成了情侶。                                             |
| 黃馨瑤 | 趙燕       | 茶茶在渡假村打工時的朋友。和姜世成歡喜冤家。                                                                                           |
| 张晨光 | 蓝父       | 藍氏集團董事長，藍天、藍芯的父親，反對藍天與茶茶在一起，曾經教唆獨眼龍綁架泳澤父逼迫泳澤比賽輸給藍天，最後以失敗告終，且自首認罪。     |
| 譚純依 | 麗寶       | 深愛著泳澤，與宋茶茶是對手，時常耍計破壞泳澤與茶茶，曾打謊欺騙泳澤懷了他的孩子，後來被戳破謊言。最後找到屬於自己的幸福，有了一個孩子。 |
| 李星佑 | 姜世       | 喜歡趙燕。與趙燕在一起。 |
| 张悦楠 | 金娜娜     | 喜歡蓝天。 |
| 朱文超 | 冠杰       | 藍氏贊助泳隊的成員之一，起初看泳澤不爽，後來和好，結局與藍天前往美國。                                                                 |
| 黃俊鵬 | 馬泰       | 宋茶茶的叔叔，曾叫人對付白永澤。 |
| 梁丹妮 | 茶茶的母親 | 因茶茶父親去世後便失憶，一直認為藍天與茶茶在一起，後來知道了茶茶愛的人是泳澤。                                                         |
| 楊大鵬 | 孔叔叔     | 曾是茶茶父親的下屬，曾受過茶茶父親的幫助，所以很照顧茶茶一家。                                                                         |
| 张译文 | 佳琪       | 黃教練小學時期同學兼班花。 |
| 崔志剛 | 泳澤的父親 | 泳澤的養父，對他嚴厲的外表下，其實非常關心兒子。                                                                                       |
| 周玲   | 泳澤的母親 | 泳澤的養母。 |
|        | 宋志昊     | 茶茶的哥哥。 |

## 电视原声带
| 曲序 | 曲目                     | 演唱          |
| ---- | ------------------------ | ------------- |
| 1.   | 听到请回答（片尾曲）     | 鞠婧祎        |
| 2.   | 想你了（片頭曲）         | 鞠婧祎        |
| 3.   | 泳镜侠（插曲）           | 张译文        |
| 4.   | Together Forever（插曲） | 邁克·D·安吉洛 |
| 5.   | Everyday（插曲）         | 邁克·D·安吉洛 |